# Suzuki SX4 WRC
Suzuki SX4 WRC — раллийный вариант Suzuki SX4, выпущенный в 2007 году для WRC.

## История

### World Rally Championship

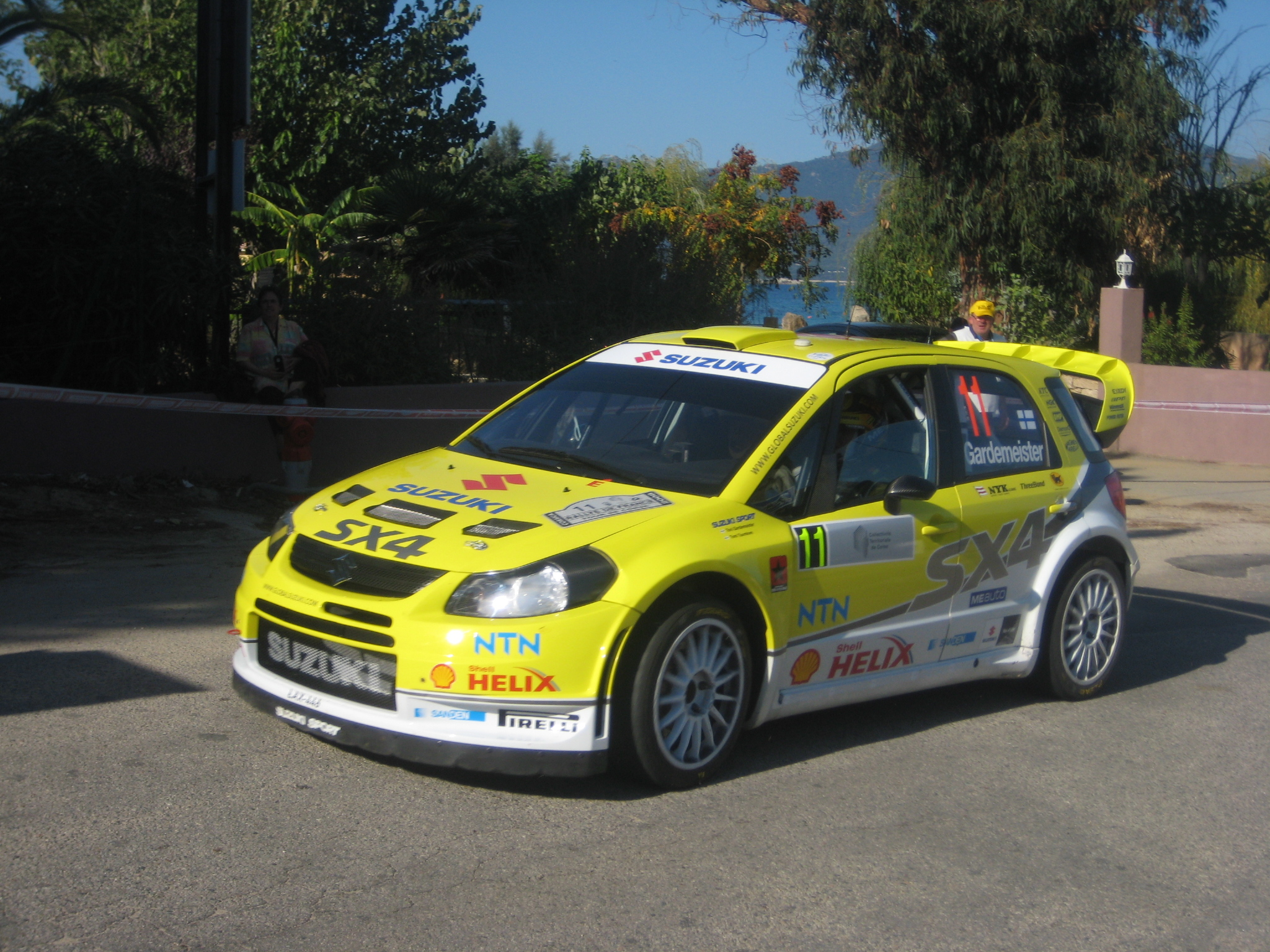
Suzuki SX4 WRC Тони Гардемайстера на соревнованиях 2008 Tour de Corse

В 2007 году на Женевском автосалоне компания Suzuki объявила о своём участии в Чемпионате мира по ралли FIA. В категории World Rally Car использовалась команда SUX4 WRC с полным приводом и двигателем J20 мощностью 235 кВт (320 л. с.) и крутящим моментом 590 Н⋅м. Тем не менее, из-за изменений в календаре WRC, компания Suzuki официально дебютировала в 2008 году, использовав сезон 2007 года в качестве дальнейшего времени для разработки SX4.
Автомобиль Suzuki SX4 WRC участвовал в двух этапах WRC 2007 года: Ралли де Франс в октябре 2007 года (31-е место в общем зачёте) и Ралли Великобритании в ноябре 2007 года (27-е место в общем зачёте). В первом соревновании 2008 года, Ралли Монте-Карло, гонщик Suzuki Пер-Гуннар Андерссон занял 8 место.

### Hill Climb
В 2011 году на соревнованиях Pikes Peak International Hill Climb использовался гоночный автомобиль под названием «Suzuki SX4 Hill Climb Special». Он был оснащён 3,1-литровым двигателем V6 с двойным турбонаддувом мощностью 679 кВт (910 л. с.) и крутящим моментом 890 Н⋅м. Гонщик Нобухиро Тадзима выигрывал гонку в Судзукисе шесть лет подряд, последние три из которых были в SX4 HCS, и установил рекордное время трассы 9:51.278.

## Результаты ралли
| Год  | Транспортное средство   | Номер | Водитель             | 1       | 2       | 3       | 4       | 5       | 6       | 7      | 8       | 9       | 10     | 11    | 12     | 13     | 14    | 15    | 16     | WDC      | Точек | TC      | Точек |
| ---- | ----------------------- | ----- | -------------------- | ------- | ------- | ------- | ------- | ------- | ------- | ------ | ------- | ------- | ------ | ----- | ------ | ------ | ----- | ----- | ------ | -------- | ----- | ------- | ----- |
| 2007 | Suzuki World Rally Team | 19    | Николя Бернарди      | MON     | SWE     | NOR     | MEX     | POR     | ARG     | ITA    | GRE     | FIN     | GER    | NZL   | ESP    | FRA 31 | JPN   | IRE   |        | –        | 0     | –       | 0     |
| 2007 | Suzuki World Rally Team | 19    | Себастьян Линдгольм  |         |         |         |         |         |         |        |         |         |        |       |        |        |       |       | GBR 27 | –        | 0     | –       | 0     |
| 2008 | Suzuki World Rally Team | 11    | Тони Гардемайстер    | MON Ret | SWE 7   | MEX Ret | ARG Ret | JOR Ret | ITA Ret | GRE 9  | TUR Ret | FIN 8   | GER 10 | NZL 7 | ESP 13 | FRA 13 | JPN 6 | GBR 7 |        | 13 место | 10    | 5 место | 34    |
| 2008 | Suzuki World Rally Team | 12    | Пер-Гуннар Андерссон | MON 8   | SWE Ret | MEX Ret | ARG 24  | JOR Ret | ITA 9   | GRE 11 | TUR Ret | FIN Ret | GER 15 | NZL 6 | ESP 32 | FRA 17 | JPN 5 | GBR 5 |        | 12 место | 12    | 5 место | 34    |